# حبیب‌الله آموزگار
حبیب‌الله آموزگار (۱ فروردین ۱۲۶۷ – ۹ فروردین ۱۳۵۹) سناتور، وزیر، روزنامه‌نگار، مترجم، قاضی دادگستری، سیاستمدار و از چهره‌های فرهنگی و نویسندگان کتاب‌های درسی دوره پهلوی بود.
تحصیلات مقدماتی را تا دوازده سالگی در زادگاهش انجام داد. در شانزده سالگی به شیراز رفت و در مدارس علمیه، فقه و اصول خواند. سه سال هم به تحصیل علوم جدید پرداخت و در سال ۱۲۸۷ خورشیدی به تهران رفت. کار را با مصححی نشریه مذاکرات مجلس شورای ملی آغاز کرد و با تدریس عربی در مدرسه‌های آلیانس و سیروس و و ترجمه از عربی برای نشریات ادامه داد. به عضویت حزب عامیون (دموکرات) نیز درآمد.
آموزگار از سال ۱۲۹۷ تا ۱۳۰۳ مدیر مدرسه ادب بود. سپس وزیر معارف حاج محتشم‌السلطنه او را رئیس مدارس فارس کرد. به گفته خودش در دو سالی که رئیس معارف فارس بود، مدارسی تأسیس و ورزش را در مدارس معمول کرد.
در سال ۱۳۰۶ که علی‌اکبر داور وزیر عدلیه شده، پایه دادگستری نوین ایران را می‌ریخت و قضات جدید استخدام می‌کرد، آموزگار هم به عدلیه منتقل و عضو استیناف (دادگاه تجدید نظر) اصفهان شد. پس از مخالفت داور با انتقالش به تهران دوباره به خدمت معارف رفت اما در سال ۱۳۱۰ به عدلیه بازگشت و بازرس دیوان کشور شد.
آموزگار در دادگستری به مشاغل دادیاری دیوان کشور، ریاست اداره رویه قضائی و مستشاری دیوان کشور رسید و مدتی هم در اداره ثبت اسناد و املاک بود. همزمان به کار فرهنگی هم مشغول بود، سردبیری و دبیری چندین نشریه از جمله اطلاعات، آفتاب، صدای ایران، رهنما، علم و اخلاق، جهان آینده و دموکرات ایران را به عهده داشت، کتاب‌هایی ترجمه می‌کرد و برای مدارس کتاب درسی می‌نوشت.
در پایان سال ۱۳۲۹ آموزگار در کابینه حسین علاء وزیر فرهنگ شد. دوران وزارتش بیش از یک ماه و نیم نبود. سپس عضو کمیسیون تقسیم املاک سلطنتی و در سال ۱۳۳۱ مدیر بانک عمران شد. در اسفند ۱۳۳۲ به عنوان سناتور انتصابی فارس به مجلس سنا رفت و دو دوره سناتور بود. در همین دوره در سال ۱۳۳۳ عضو جمعیت دفاع ملی و در سال ۱۳۳۷ عضو حزب میلیون شد.
جمشید آموزگار که به نخست‌وزیری محمدرضا شاه پهلوی رسید، پسر حبیب‌الله آموزگار بود. پسرهای دیگرش، جهانگیر، هوشنگ و کورس هم به مقام‌هایی رسیدند.

## تالیفات و ترجمه‌ها
تالیف:
- "فرهنگ آموزگار" که فرهنگ لغت فارسی ست

ترجمه:
- اصلاحات اجتماعی
- عالم ارواح
- زن در جامعه